# Plaza de toros Palha Blanco
La plaza de toros Palha Blanco o plaza de toros de Vila Franca de Xira es una plaza de toros situada en Vila Franca de Xira, en el Área metropolitana de Lisboa en Portugal.

## Historia

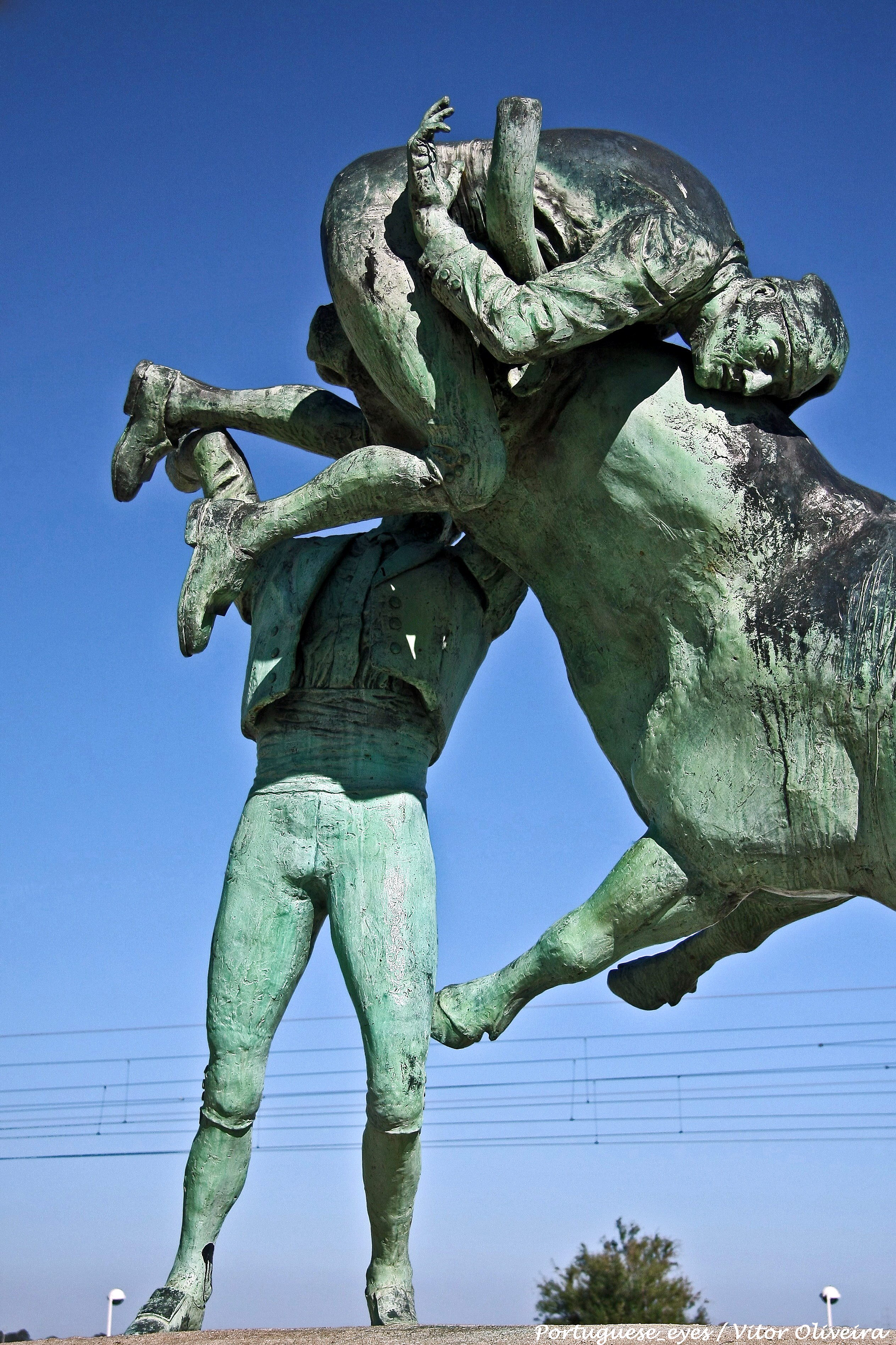
Monumento al forcado en el exterior de la plaza de toros.

La corrida inaugural tuvo lugar el 30 de septiembre de 1901, con 12 toros de las ganaderías Palha Blanco, Luiz Patricio, Comandante Paulino da Cunha y Silva, marqués de Castelo Melhor, António Vicente Santos y Eduardo Marques, acontecimiento al que asistió el rey Carlos I. Fue impulsada por el empresario, ganadero y mecenas José Pereira Palha Blanco, al que debe su nombre desde 1937, que reunió a los restantes fundadores de la plaza: Amadeu Infante, el conde de Cascáis Manuel Teles da Gama,  Luís da Gama, Carlos José Gonçalves, Marciano Mendonça o Rodolpho Santos. La plaza se edificó para financiar los gastos de la del Hospicio Infantil, institución que durante la peste neumónica de 1918, acogió a muchos niños huérfanos. Posteriormente, la plaza fue donada a la Santa Casa da Misericordia. De 1932 datan el grupo de forcados Amadores de Vila Franca de Xira.
Hasta la inauguración de la plaza de toros las corridas habían tenido lugar en el mismo sitio en recintos temporales en madera.
Durante la Segunda Guerra Mundial se empleó para la concentración del ganado equino movilizado.
Señalar también la escuela taurina José Falcão de que, junto a la escuela taurina de Moita, es una de las dos que hay en Portugal. Los festejos taurinos se celebran en ocasión del Colete Encarnado , la Feria de Octubre y la Feria del Toro. 
En 2021 con motivo del 120 aniversario de la plaza se realizó un festejo con toros de Palha para las pegas de forcados, encierros y los rejoneadores o cavaleiros.